# Rhyacophila perda
Rhyacophila perda är en nattsländeart som beskrevs av Ross 1938. Rhyacophila perda ingår i släktet Rhyacophila och familjen rovnattsländor. Inga underarter finns listade i Catalogue of Life.